# Dorfstetten
Dorfstetten ist eine Gemeinde mit 563 Einwohnern (Stand 1. Jänner 2024) im Bezirk Melk in Niederösterreich.

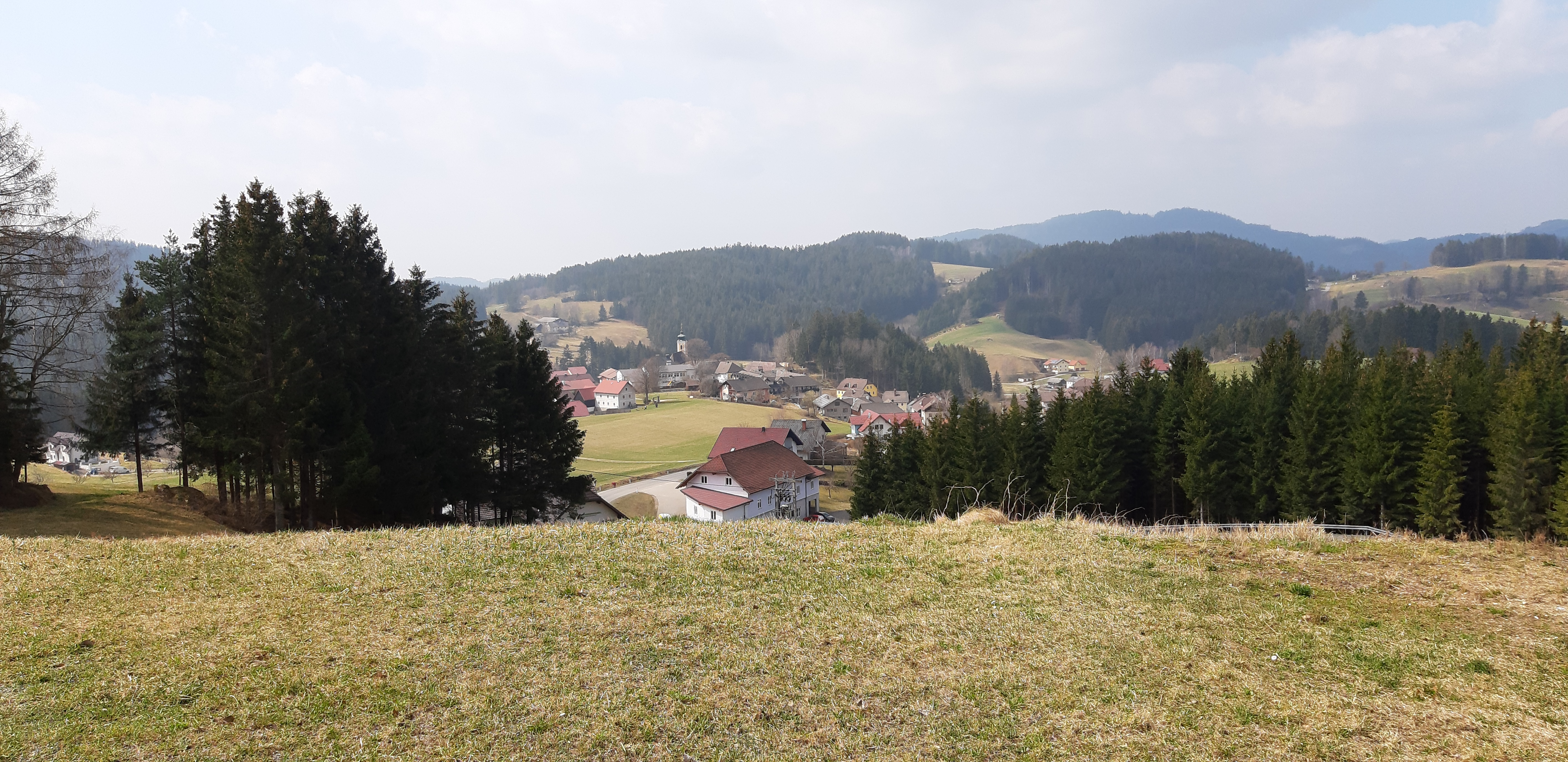
Blick auf den Ort

## Geografie
Dorfstetten liegt im Waldviertel in Niederösterreich. Das Gemeindegebiet wird hauptsächlich durch die Kleine Ysper entwässert. Die Grenze im Westen bildet der Sarmingbach. Hier befindet sich auch die tiefste Stelle der Gemeinde mit 510 Meter über dem Meer. Nach Norden und Osten steigt das Land an. Die höchste Erhebungen sind im Norden der Bruckberg (914 m), im Osten die Kaisermauer (997 m) und im Südosten die Hochweid (1016 m).
Die Fläche der Gemeinde umfasst 33 Quadratkilometer. Davon sind 81 Prozent bewaldet und 16 Prozent werden landwirtschaftlich genutzt.

### Gemeindegliederung
Das Gemeindegebiet umfasst folgende zwei Adressbereiche (in Klammern Einwohnerzahl Stand 1. Jänner 2024):
- Forstamt (355) samt Dorfstetten, Graben, Winkl und Wurzeben
- Wimbergeramt (208) samt Dorfmühle und Öderbauern

Die Gemeinde besteht aus der Katastralgemeinde Dorfstetten.

### Nachbargemeinden
| Sankt Georgen am Walde OÖ, Bez. Perg   | Bärnkopf                                    |          |
| Dimbach OÖ, Bez. Perg                  | Kompassrose, die auf Nachbargemeinden zeigt | Yspertal |
| Waldhausen im Strudengau OÖ, Bez. Perg | Sankt Oswald                                |          |

## Geschichte
Im Altertum war das Gebiet Teil der Provinz Noricum. Im Jahr 998 schenkte Kaiser Otto III. dem Herzog Heinrich von Bayern „Nochilinga“, zu dem auch Dorfstetten gehörte. Da nach der Schenkungsurkunde dazu Felder, Gebäude und Mühlen gehörten, war das Gebiet zu dieser Zeit bereits besiedelt. Umfangreiche Rodungen fanden vermutlich im 12. Jahrhundert statt. Dabei entstanden die drei Meierhöfe Ebenhof, der Hof im Dorf (Hofstatt) und der Dörflhof. Dorfstetten selbst wird 1275 zum ersten Mal schriftlich erwähnt. Das Gebiet wechselte oftmals den Besitzer, bis die Gemeinde 1848 das Selbstverwaltungsrecht bekam.
1829 wird im Ort ein neues Schulgebäude errichtet, 1894 wird die Raiffeisenkassa ins Leben gerufen, 1909 die Freiwillige Feuerwehr begründet.
Laut Adressbuch von Österreich waren im Jahr 1938 in der Ortsgemeinde Dorfstetten ein Bäcker, ein Fleischer, vier Gastwirte, zwei Gemischtwarenhändler, ein Holzhändler, ein Fotograf, fünf Sägewerke, zwei Schmiede, zwei Schneider und drei Schneiderinnen, zwei Schuster, ein Tischler, ein Viehhändler, ein Wagner und einige Landwirte ansässig. Weiters bestand im Ort ein Hotel, die Pappefabrik Farner & Co. und eine Mühle.

### Einwohnerentwicklung
| Dorfstetten: Einwohnerzahlen von 1869 bis 2024      | Dorfstetten: Einwohnerzahlen von 1869 bis 2024 | Dorfstetten: Einwohnerzahlen von 1869 bis 2024 | Dorfstetten: Einwohnerzahlen von 1869 bis 2024 | Dorfstetten: Einwohnerzahlen von 1869 bis 2024 |
| --------------------------------------------------- | ---------------------------------------------- | ---------------------------------------------- | ---------------------------------------------- | ---------------------------------------------- |
| Jahr                                                |                                                |                                                |                                                | Einwohner                                      |
| 1869                                                | 1869                                           |                                                | 771                                            | 771                                            |
| 1880                                                | 1880                                           |                                                | 789                                            | 789                                            |
| 1890                                                | 1890                                           |                                                | 754                                            | 754                                            |
| 1900                                                | 1900                                           |                                                | 754                                            | 754                                            |
| 1910                                                | 1910                                           |                                                | 760                                            | 760                                            |
| 1923                                                | 1923                                           |                                                | 707                                            | 707                                            |
| 1934                                                | 1934                                           |                                                | 822                                            | 822                                            |
| 1939                                                | 1939                                           |                                                | 782                                            | 782                                            |
| 1951                                                | 1951                                           |                                                | 726                                            | 726                                            |
| 1961                                                | 1961                                           |                                                | 729                                            | 729                                            |
| 1971                                                | 1971                                           |                                                | 696                                            | 696                                            |
| 1981                                                | 1981                                           |                                                | 654                                            | 654                                            |
| 1991                                                | 1991                                           |                                                | 631                                            | 631                                            |
| 2001                                                | 2001                                           |                                                | 632                                            | 632                                            |
| 2011                                                | 2011                                           |                                                | 596                                            | 596                                            |
| 2021                                                | 2021                                           |                                                | 576                                            | 576                                            |
| 2024                                                | 2024                                           |                                                | 563                                            | 563                                            |
| Quelle(n): Statistik Austria, Gebietsstand 1.1.2021 |                                                |                                                |                                                |                                                |

## Kultur und Sehenswürdigkeiten

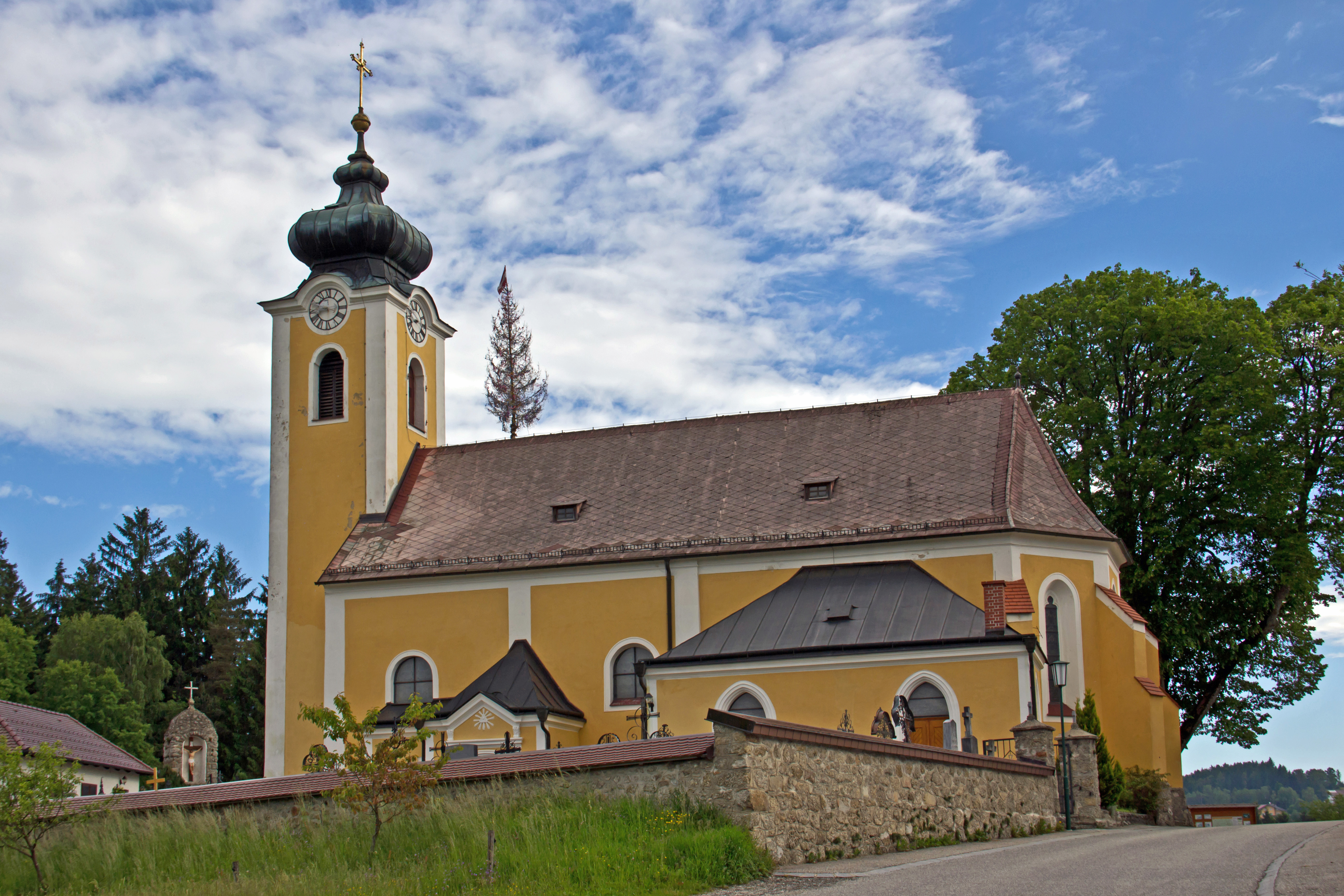
Pfarrkirche Dorfstetten

- Katholische Pfarrkirche Dorfstetten hl. Ulrich
- Kriegerdenkmal aus Granit vom Künstler Josef Elter aus Traunstein
- Passionsspiele

## Wirtschaft und Infrastruktur

### Wirtschaftssektoren
Von den 71 landwirtschaftlichen Betrieben des Jahres 2010 wurden 19 im Haupterwerb und zwei von juristischen Personen geführt. Diese 21 Betriebe bewirtschafteten zusammen 94 Prozent der Flächen. Im Produktionssektor arbeiteten neun Erwerbstätige im Bereich Warenherstellung und fünf im Baugewerbe. Die größten Arbeitgeber des Dienstleistungssektors waren die Bereiche Handel (18) und soziale und öffentliche Dienste (15 Mitarbeiter).
| Wirtschaftssektor            | Anzahl Betriebe | Anzahl Betriebe | Erwerbstätige | Erwerbstätige |
| Wirtschaftssektor            | 2011            | 2001            | 2011          | 2001          |
| ---------------------------- | --------------- | --------------- | ------------- | ------------- |
| Land- und Forstwirtschaft 1) | 71              | 72              | 40            | 30            |
| Produktion                   | 7               | 8               | 14            | 15            |
| Dienstleistung               | 17              | 18              | 52            | 36            |

1) Betriebe mit Fläche in den Jahren 2010 und 1999

### Arbeitsmarkt, Pendeln
Im Jahr 2011 lebten 303 Erwerbstätige in Dorfstetten. Davon arbeiteten 90 in der Gemeinde, siebzig Prozent pendelten aus.

### Öffentliche Einrichtungen
In Dorfstetten gibt es einen Kindergarten.

## Politik

### Gemeinderat
| Der Gemeinderat hat 15 Mitglieder. - Mit den Gemeinderatswahlen in Niederösterreich 1990 hatte der Gemeinderat folgende Verteilung: 8 SPÖ und 7 ÖVP. - Mit den Gemeinderatswahlen in Niederösterreich 1995 hatte der Gemeinderat folgende Verteilung: 7 Bürgerliste Dorfstetten (ÖVP), 6 SPÖ und 2 ÖVP. - Mit den Gemeinderatswahlen in Niederösterreich 2000 hatte der Gemeinderat folgende Verteilung: 10 Bürgerliste Dorfstetten (ÖVP), 4 SPÖ und 1 ÖVP. - Mit den Gemeinderatswahlen in Niederösterreich 2005 hatte der Gemeinderat folgende Verteilung: 10 Bürgerliste Dorfstetten (ÖVP) und 5 SPÖ. - Mit den Gemeinderatswahlen in Niederösterreich 2010 hatte der Gemeinderat folgende Verteilung: 12 Bürgerliste Dorfstetten (ÖVP) und 3 SPÖ. - Mit den Gemeinderatswahlen in Niederösterreich 2015 hatte der Gemeinderat folgende Verteilung: 10 Bürgerliste Dorfstetten (ÖVP) und 5 SPÖ. - Mit den Gemeinderatswahlen in Niederösterreich 2020 hatte der Gemeinderat folgende Verteilung: 10 Bürgerliste Dorfstetten (ÖVP) und 5 SPÖ. - Mit den Gemeinderatswahlen in Niederösterreich 2025 hat der Gemeinderat folgende Verteilung: 7 Bürgerliste Dorfstetten (ÖVP), Gemeinsam Dorfstetten gestalten (SPÖ) und 3 FPÖ. | Hier fehlt eine Grafik, die leider im Moment aus technischen Gründen nicht angezeigt werden kann. Wir arbeiten daran! |

### Bürgermeister
- 1861–1869 Peter Palmanshofer
- 1877–1894 Joseph Fischl
- 1895–1919 Ignaz Buchinger
- 1920–1938 Johann Franz Buchinger
- 1940–1942 Theodor Sladek
- 1943–1945 Leopold Gebetsberger
- 1945–1945 Johann Franz Buchinger
- 1945–1946 Franz Fichtinger
- 1946–1950 Heinrich Baumgartner
- 1950–1959 Johann Buchinger
- 1959–1965 Karl Haselberger
- 1965–1966 Franz Fichtinger
- 1966–1984 Franz Göbetzberger (SPÖ)
- 1984–1994 Hubert Poschenreithner (SPÖ)
- 1994–1995 Walter Käferböck (SPÖ)
- 1995–2025 Alois Fuchs (ÖVP-BGL Dorfstetten)
- seit 2025 Heinrich Klammer (FPÖ)